# 提督街市

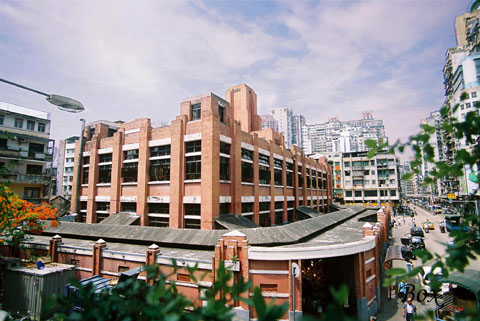
俯瞰紅街市

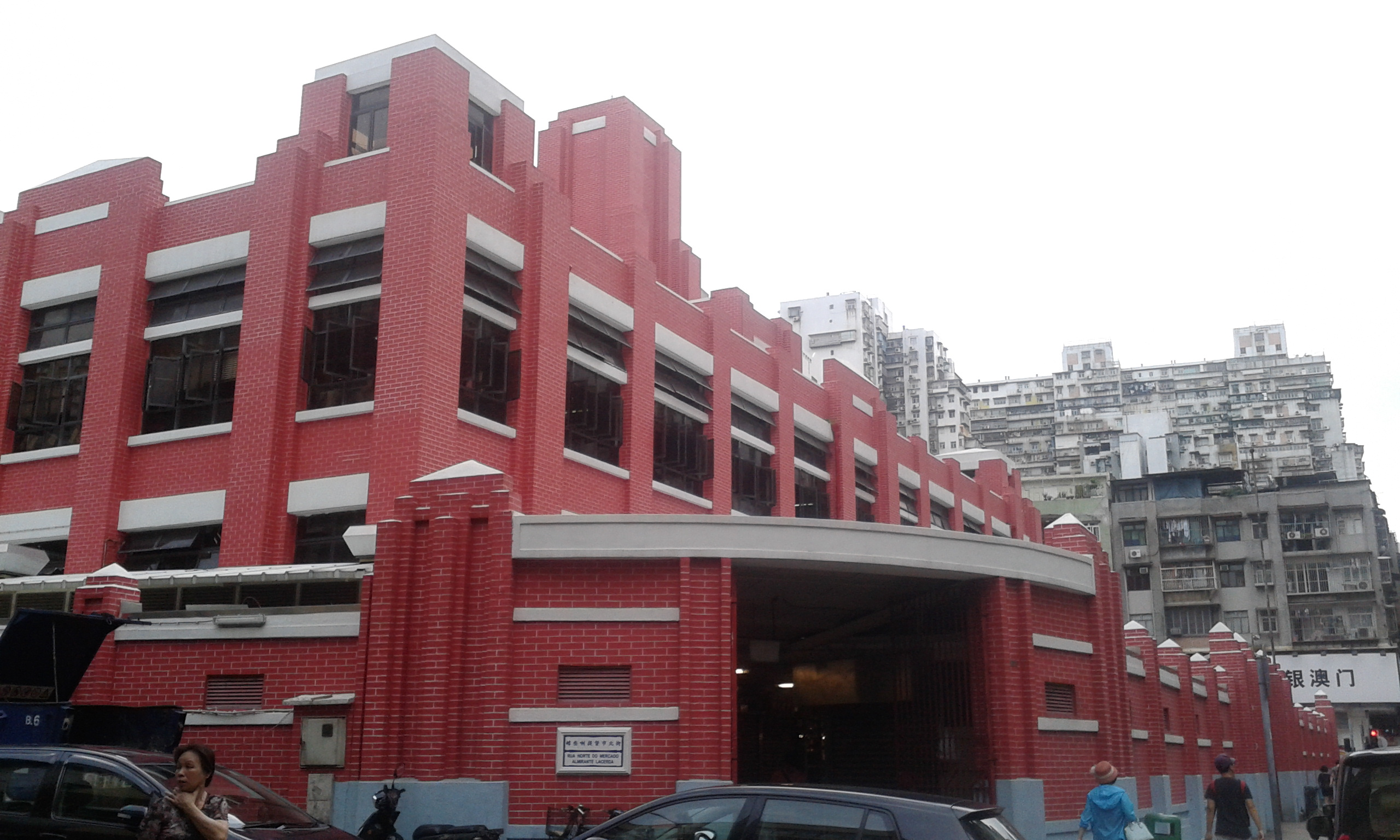
紅街市門口

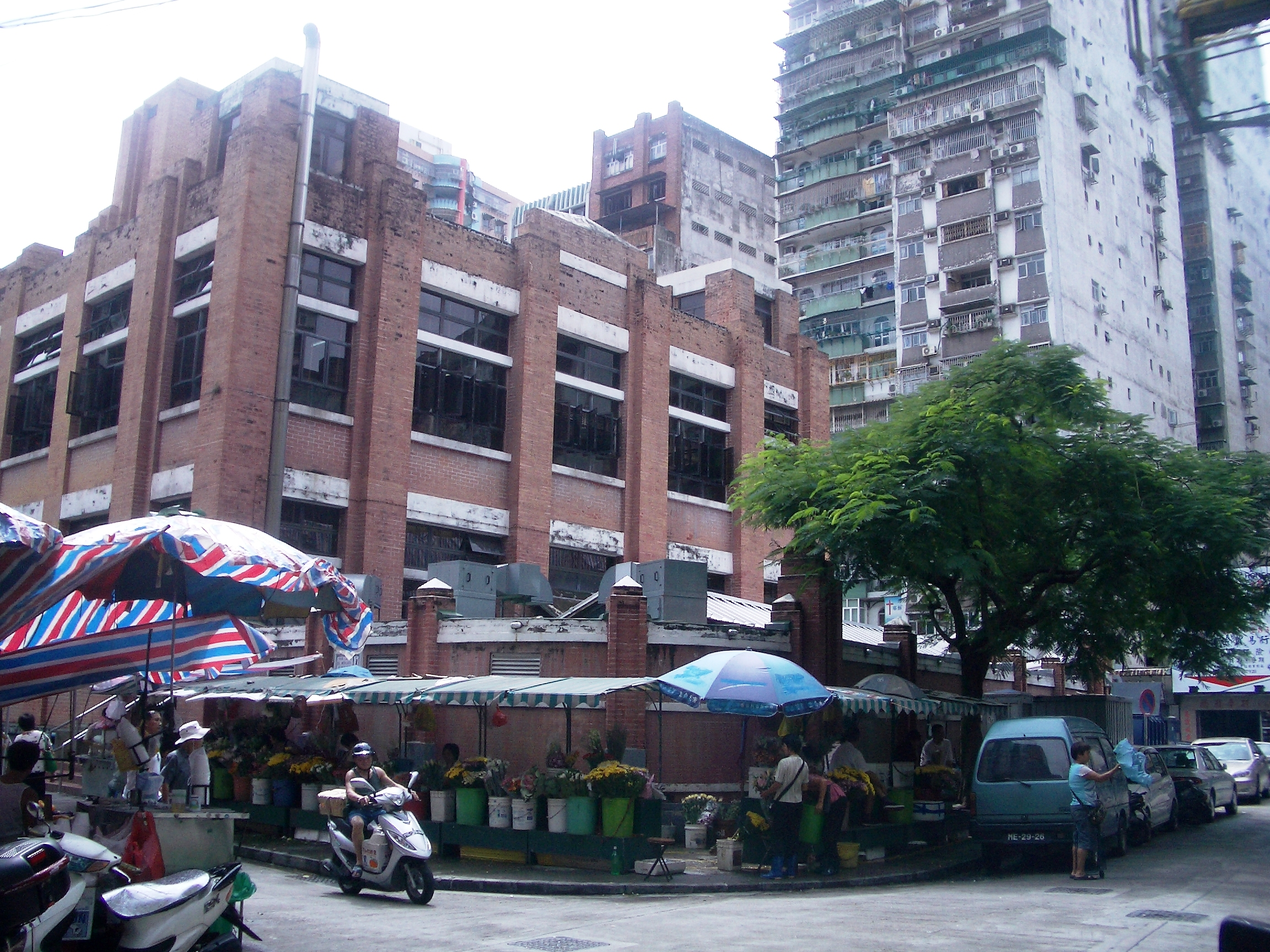
紅街市

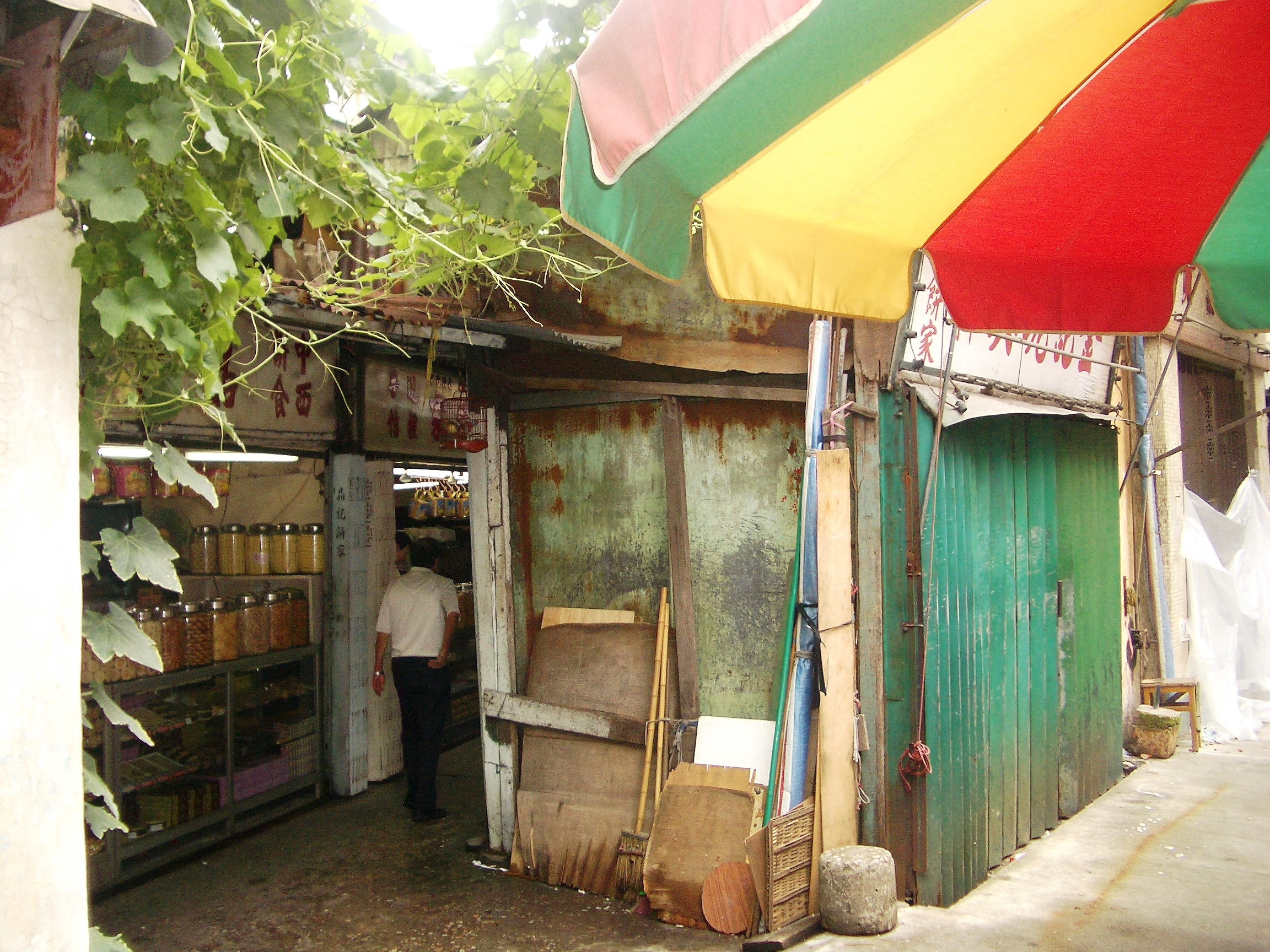
「桃花崗」的西入口

紅街市大樓（葡萄牙語：Edifício do Mercado Vermelho），或稱提督街市 （葡萄牙語：Mercado Municipal Almirante Lacerda），是目前唯一被列入澳門文物名錄(澳葡政府第83/92/M號法令 （页面存档备份，存于）附件二，屬具建藝術價值之建築物)上的街市建築，亦是仍運作的澳門街市之一。紅街市大樓位於澳門高士德大馬路及罅些喇提督大馬路交界，建於1936年。

## 建築
紅街市大樓樓高三層，以紅磚砌成。平面為兩軸對稱佈局，中間是塔樓，四個角落各有角樓，為紀念碑式建築物。為了增強建築物的力度和拉伸建築物的透視高度，大樓將結構性柱子突出牆身，將結構性構件裝飾化。由於中間是塔樓與四個角落的角樓均為沒有實際用途的構築物，所以雖有認為是現代主義建築，但因其著重是裝飾，而被視為是裝飾藝術(Art Deco)風格的建築。紅街市大樓的設有四面皆開的大窗和中央樓梯，都提供了很好的通風與採光能力。

## 早期歷史
據早期記載，當時澳葡政府於渡船街一帶設沙崗街市，該街市曾設在新橋石敢當行台，一九二七至三零年間設在渡船街，後遷往提督馬路與大興街交界，一座政府租用的地下層營運，被稱為新橋市場。由於澳葡政府為發展整治沙崗、新橋區一帶，沙崗街市營運至1933年為止，由現時的提督街市取代。

## 設施
紅街市大樓共有兩層，地面位置(後花園)以蔬菜攤檔為主，第一層(地下)售賣海鮮，第二層售賣鮮肉。

## 開放時間
- 街市部分開放時間：07:00-19:30

## 周邊
昔日為工業區。街市東側有一陋巷，因女工經常聚集午膳，故名「桃花崗」。東北面有澳門現存唯一一家傳統茶樓——龍華茶樓。東北和東南面為行人專用街道，平日有以熟食生意為主的小販攤檔。

## 重整工程
由於紅街市設備陳舊老化，加上對部分特殊人士包括長者和殘疾人士光顧該街市非常不便和存在困難，政府於2020年宣佈對該街市重整，但受COVID-19疫情影響，政府一再延後重整工程安排。2021年5月6日，行政法務司司長張永春宣佈在2022年首季啟動重整工程。2022年2月25日，市政署公佈紅街市將於該年3月28日起關閉進行整治工程，127檔攤販遷往位於林茂海邊街的臨時提督街市繼續經營。
2022年4月，市政署預計紅街市整修工程於5月正式動工，現時街市內部正在拆除攤檔風扇、照明燈、清潔環境衛生和滅鼠，街市整修工程工期預計約650日。當局在街市多處已設置監測點，檢測天面層、樑柱、建築物外牆及地面樓板等實際狀況。整修工程須保留紅街市的外牆、屋面、中間十字型塔樓及樓梯等具時代特色的建築元素。當局形容相關工程因保留範圍大導致進行期間難度高，市政署方面已於紅街市的主體結構及外牆，設置近90個監測儀，若建築物在施工期間出現沉降或傾斜等異常變化，能及早作出跟進；同時亦會監察天面層、樓板及樑柱，了解和記錄混凝土及鋼筋鏽蝕情況，以及地面層地基的荷載情況。當局已組建技術團隊，加強後續的協調和監管，及時處理施工的技術問題，並委託專業工程顧問公司全程監督工程。
2023年11月20日，紅街市重整工程剩餘98個工作天，行政法務司司長張永春引介明年行政法務範疇施政方針，紅街市整治工作計劃於2024年第二季完成，並妥善安排攤販回遷。在攤販回遷問題方面，張永春同時否認政府“褪軚”，強調如無大事發生，一定希望紅街市“準時準刻”交予攤販。
2024年4月2日，紅街市完成重建整治工程，進入驗收和設施調試階段計劃，攤販於五月底安排回遷，爭取於同年六月初重新開放。同年4月26日，市政署公佈初步回遷安排，124檔攤販包括六成魚類、17檔豬肉、10檔蔬菜、以及其他販賣種類的攤販於5月下旬起分階段裝設工具及設備，爭取6月初重新對外營業。
2024年5月20日，紅街市整治工程完工在即，近120個攤販將安排於5月28日至29日回遷，並於5月30日重新對外營業。另外，紅街市外圍小販將於5月下旬恢復“背向商舖，面向紅街市”的經營方向及原位置經營。
2024年5月30日，紅街市經整治工程後恢復重新對外開放及營業，整體運作順暢。

## 內部連結
- 街市

## 交通

### 公共巴士
M16 提督馬路／雅廉訪（Av. Alm. Lacerda / Ouvidor Arriaga）
路線：1、3、3X、4、5、8、8A、9、9A、16、16S、17、26、26A、28C、32、33、65、N1B、N2
M94 沙梨頭南街／蘭花前地（Rua Sul do Patane / Praça das Orquideas）
路線：5X、8A、23、26、32、N2
M99 高士德／紅街市（Horta Costa / Mercado Vermelho）
路線：6A、23、32、N2
M106 雅廉訪／聖心（Ouvidor Arriaga / Esc. S. C. Jesus）
路線：7、16、16S、65
M109 提督／高士德（Almirante Lacerda / Horta e Costa）
路線：26、26A、33
M113 提督／紅街市（Alm. Lacerda / Mercado Vermelho）
路線：1、3、6A、8A、26、26A、33、N1A
M129 昌明花園（Jardim Cheong Meng）
路線：1、3、3X、6A、16、16S、N1B

## 外部連結
- 法令第八三∕九二∕M號